# فوتشيتسا (دانيلوفغراد)
فوتشيتسا (Вучица) هي قرية في مقاطعة دانيلوفغراد في منتينيغرو. ويبلغ عدد سكانها حوالي 151 نسمة في سنة 2003.